# 清水寺 (花巻市)
清水寺（きよみずでら）は岩手県花巻市にある天台寺門宗の寺院。 山号は音羽山。

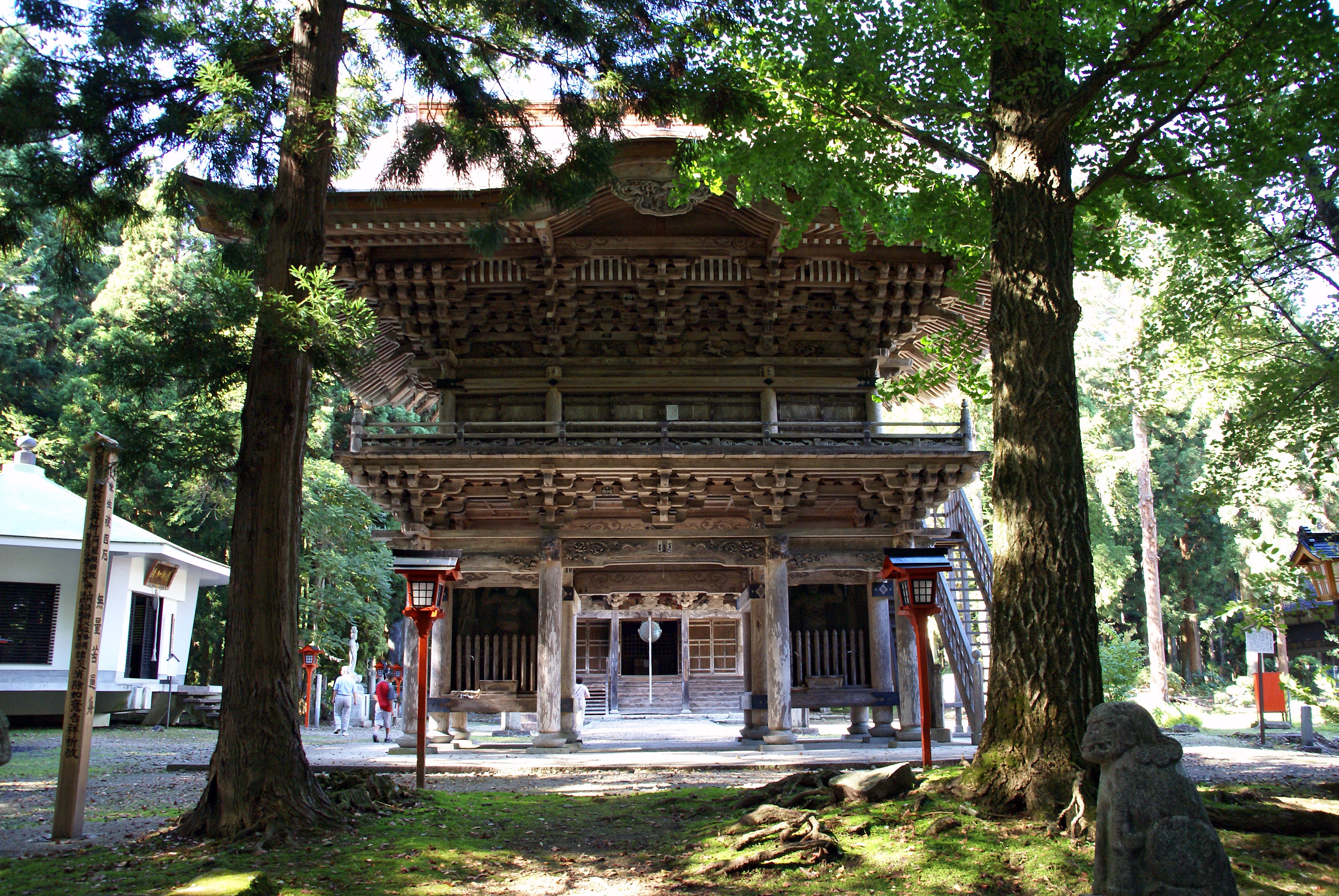
山門

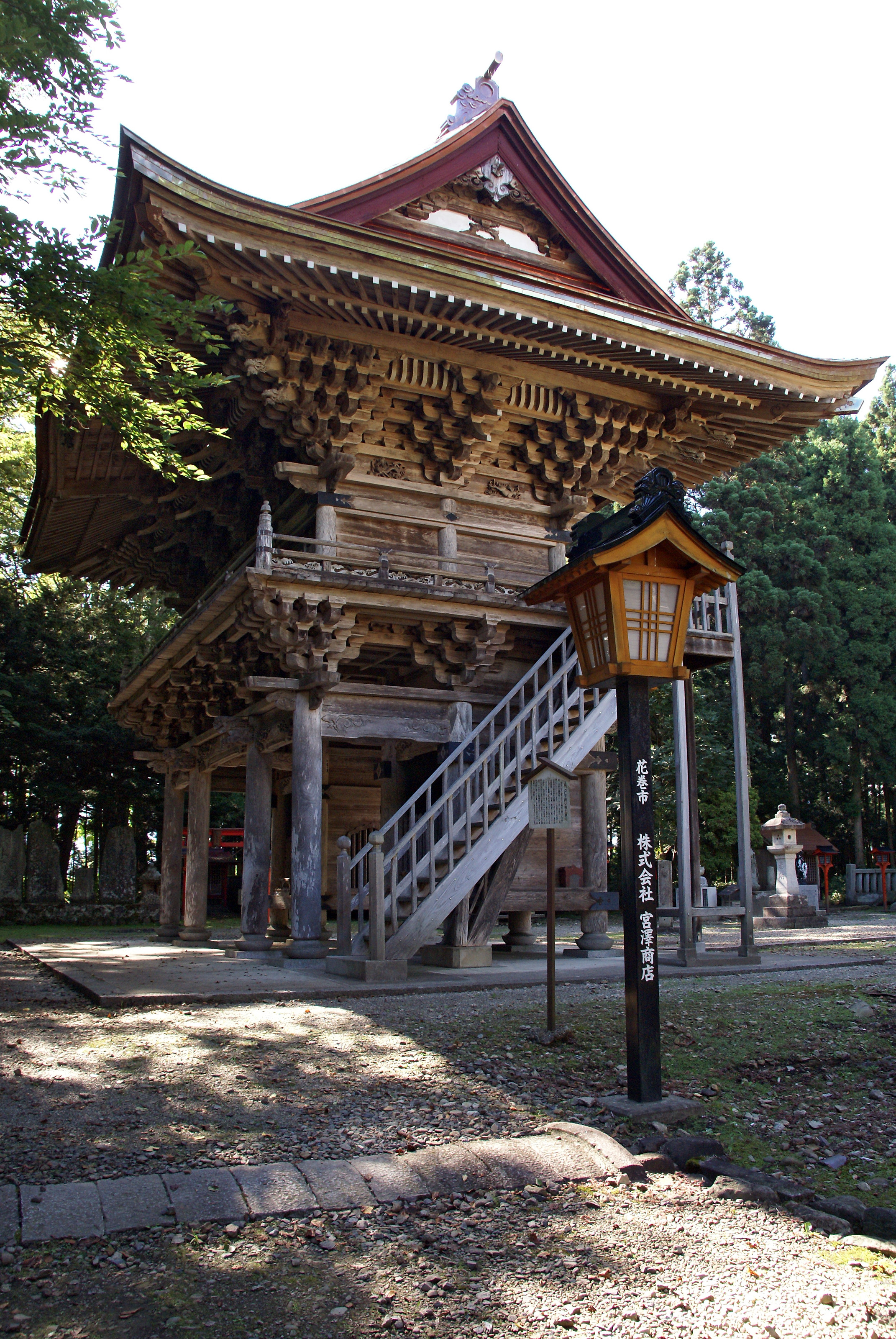
山門には上階へ昇るための外階段が設けられている

## 概要
大同2年（807年）、征夷大将軍坂上田村麻呂による開基と伝わる。
奥羽三十三箇所第1番札所で、西国三十三所札所である京都市にある清水寺および兵庫県加東市にある清水寺に並ぶ日本三清水の一つとされる。

## 伽藍
- 本堂（御前立ち…不動尊）
- 山門 - 昭和2年（1927年）建立、2階に奥州三十三箇所の写し霊場がある。阿形・吽形の仁王像が祀られている。
- 千体薬師堂 - 1001体の薬師如来を安置、堂本尊は鎌倉時代の作
- 御神馬堂
- 清水稲荷
- 毘沙門堂
- 金精堂
- 牛頭天王堂
- 慈眼水
- 観音堂（御前立ち…十一面観音）
- 石仏（十一面観音・不動尊・地蔵）
- 庫裏

## 札所
- 奥羽三十三箇所第1番
- 和賀・稗貫・紫波三十三補陀落第1番

## 祭日
御山開き
- 3月17日

清水祭
- 8月9日（宵宮）一年の中で最も賑わう日。護摩を焚き、出店が並ぶ。仮設舞台も建って演芸大会も催される。
- 10日（四万六千日）この日お参りすると四万六千日お参りしたご利益があるとされている。昔は旧暦7月10日が四万六千日。

御山閉じ
- 9月17日

お年越し
- 12月17日

## 所在地
岩手県花巻市太田21-10

## 交通アクセス
- 清水寺公式ホームページの「交通」を参照